# متحف بازل للفنون

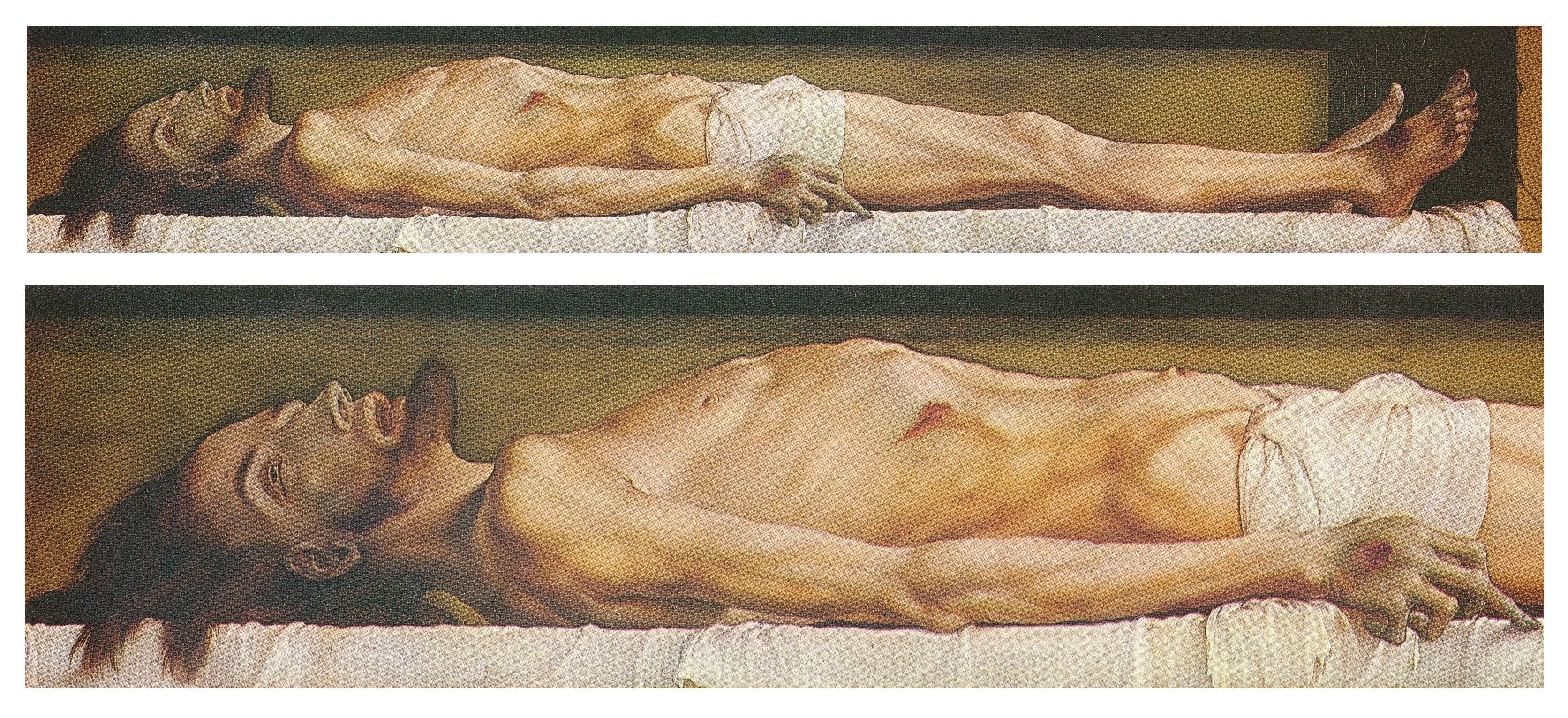
جَسدُ المَسيح المَيت في القَبرْ، بريشة «هانز هولباين الأصغر» عام 1521. تُصَور اللوحة جَسدُ المَسيح داخِل مِحراب قَبر حَجري. مَجموعة مُتحف بازِل للفُنون، سويسرا.

متحف بازل للفنون يضم أقدم مجموعة فنية عامة في العالم ويعتبر بشكل عام أهم متحف للفنون في سويسرا.